# Salvatore Brullo
Salvatore Brullo (Módica, 23 de febrero de 1947) es un botánico, curador, fitogeógrafo italiana. Desde 1980 es profesor ordinario de Botánica Sistemática en la Universidad de Catania.
Es licenciado en Ciencias Biológicas en 1969.
Por dos trienios fue director del Departamento de Botánica de la Universidad de Catania. Y de 1984 a 1987 director del Jardín botánico de la Universidad de Catania.
Ha descrito numerosos endemismos sicilianos, como Allium franciniae, Allium lopadusanum, Campanula marcenoi, Chiliadenus bocconei, Desmazeria pignattii, Genista demarcoi, Helichrysum hyblaeum, Helichrysum melitense, Hyoseris frutescens, Limonium aegusae, Limonium lojaconoi, Limonium lopadusanum, Limonium lylibeum, Scilla dimartinoi, Silene hicesiae, Valantia calva, y otros.

## Algunas publicaciones
- giuseppina Bartolo, salvatore Brullo, pietro Pavone. 1986. Allium lopadusanum (Liliaceae), a New Species from Lampedusa (Sicily). Willdenowia 16 ( 1 ): 89-93
- giuseppina Bartolo, salvatore Brullo, pietro Pavone. 1987. A New Species of Suaeda (Chenopodiaceae) from Lampedusa, Sicily. Willdenowia 16 ( 2 ): 391-393

### Libros
- 1970. Vegetazione psammofila presso il Capo Isola delle Correnti, Sicilia sud-orientale. Catania
- 1971. Vegetazione dei pantani litoranei della Sicilia sud-orientale e problema della conservazione dell'ambiente. Catania
- salvatore Brullo, maria Grillo, maria carmen Terrasi. 1976. Ricerche fitosociologiche sui pascoli di Monte Lauro (Sicilia meridionale). Pubblicazioni dell'Istituto di botanica dell'Università di Catania. Ed. Tip. Ospizio di Beneficenza. 104 pp.
- salvatore Brullo, Andrea Di Martino, marceno Cosimo. 1977. "La vegetazione di Pantelleria : studio fitosociologico. 110 pp. Catania
- salvatore Brullo, francesco Furnari. 1979. Researches on the genus Amaracus Gled. (Labiatae) in Cyrenaica. Pubblicazioni dell'Istituto di botanica dell'Università di Catania. 449 pp.
- salvatore Brullo, francesco Furnari. 1979. Taxonomic and nomenclatural notes on the flora of Cyrenaica (Libya). Pubblicazioni dell'Istituto di botanica dell'Università di Catania. 174 pp.
- 1979. Taxonomic and nomenclatural notes on the genera Jasonia Cass. and Chiliadenus Cass. (Compositae). Pubblicazioni dell'Istituto di botanica dell'Università di Catania. 308 pp.
- salvatore Brullo, pietro Pavone. 1981. Chromosome numbers in the Sicilian species of Limonium Miller (Plumbaginaceae). Pubblicazioni dell'Istituto di botanica dell'Università di Catania. 555 pp.
- salvatore Brullo, francesco Furnari. 1981. Phytogeographical considerations on the coastal vegetation of Cyrenaica. Pubblicazioni dell'Istituto di botanica dell'Università di Catania. 772 pp.
- salvatore Brullo, w. De Leonardis, pietro Pavone. 1982. Chromosome numbers of some Sicilian ferns. 281 pp. Pubblicazioni dell'Istituto di botanica dell'Università di Catania
- salvatore Brullo, fabrizio Scelsi, giovanni Spampinato. 2001. La vegetazione dell'Aspromonte. Studio fitosociologico. Ed. Laruffa. 368 pp. ISBN 8872211603

- La abreviatura «Brullo» se emplea para indicar a Salvatore Brullo como autoridad en la descripción y clasificación científica de los vegetales.[1]